# Charles lag

Animation.

Charles lag, även kallad Gay-Lussacs lag eller Gay-Lussacs första lag, är en experimentellt konstaterad gaslag som beskriver en gas beteende vid förändring av temperaturen. I modern formulering är vid konstant tryck gasens volym (V) proportionell mot den absoluta temperaturen (T), eller: 
{\displaystyle V=k\,T}
Således fördubblas gasens volym när den absoluta temperaturen, som mäts i kelvin, fördubblas.

## Historik
Jacques Charles genomförde försök med gasers värmeutvidgning genom värme och fann att denna var nästan lika för alla undersökta gaser. Lagen publicerades för första gången 1802 av Louis Joseph Gay-Lussac, som dock hänvisade till opublicerade observationer från 1780-talet av Charles.